# 李秉仁 (嘉靖進士)
李秉仁（？—？），字子元，河南汝州寶豐縣人，民籍，明朝政治人物。

## 生平
河南鄉試第三十四名舉人。嘉靖十四年（1535年）中式乙未科會試第一百五十一名，登第三甲第一百七十名進士。

## 家族
曾祖李顯質；祖父李信；父李真（1419年-1499年）。前母樊氏；母左氏。慈侍下。